# Бектауата (пещера)
Бектауата — пещера на юго-западном склоне одноименной горы, в 60 км к северу от города Балхаш.
Общая длина пещеры составляет около 45—48 метров. Вход в пещеру на высоте 80—100 м. Перед входом имеется ровная площадка длиной 6—7 м и шириной 4-5 м. Высота входа в пещеру около 3 м, ширина — 1,5 м; далее ход расширяется до 2—2,5 м. На протяжении 15—16 м дно ровное, почти горизонтальное, затем постепенно понижается. На отметке 29 м вся ширина пещеры заполнена озером глубиной 1,5 м. Высота пещеры над водой достигает 2 м. Вода прозрачная, дно илистое. Уровень воды в пещере постоянный. В глубине Бектауата сужается до 1,5 м, дно резко повышается и переходит в узкий канал округлого сечения, выходящий выше на поверхность земли. Туристическо-экскурсионный объект.